# 레슬리 그레이스
레슬리 그레이스(Leslie Grace, 1995년 1월 7일 ~ )는 미국의 가수, 배우이다.

## 음반 목록
- Pasión (2009)
- Leslie Grace (2013)

## 출연 작품
- 인 더 하이츠 (2021) - 니나 로사리오 역
- 배트걸 - 바버라 고든 / 배트걸 역